# Българска лява коалиция
Българска лява коалиция е българска политическа коалиция, създадена през юни 2009 година за участие в предстоящите парламентарни избори. Тя включва три леви партии:
- Българска левица, оглавявана от Илия Божинов, Иван Генов и Петко Тодоров
- Отечествена партия, оглавявана от Минчо Г. Минчев
- Партия на българските комунисти, оглавявана от Васил Коларов и Минчо П. Минчев

Коалицията се определя като единствената лява политическа сила в България и се обявява за борба с бедността и незабавно увеличаване на минималните заплати и пенсии с 50%, за социално ориентирана политика със засилени функции на държавата, за безплатно бюджетно финансирано здравеопазване, за качествено и безплатно образование, за приоритет на науката и технологиите и обновяване на страната чрез развитие на високотехнологични производства, за възстановяване на необлагаемия минимум и премахване на плоския данък, за премахване на точковата пенсонна система и гарантиране на пенсии при навършване на пенсионна възраст и натрупан поне 25-годишен стаж, за отмяна на царската реституция, за разтрогване и търсене на отговорност за приватизационните афери и заменките с гори, за защитни мерки и стимули за селскостопанските производители, за решаване на проблемите с обезщетяването на тракийските бежанци, на притежателите на жилищно-спестовни влогове и стопаните на земя по параграф 4, против чуждите военни бази и чуждо военно присъствие в България и участието на български военни контингенти в мисии в чужбина. Коалицията представя пред избирателите 15 безкомпромисни ангажимента и обещава през първите 100 дни на правителството да внесе законопроекти по тях.

## Участия в избори

### Парламентарни избори през 2009 година
| Резултати от парламентарните избори в България на 5 юли 2009 година                                                                                  | Резултати от парламентарните избори в България на 5 юли 2009 година | Резултати от парламентарните избори в България на 5 юли 2009 година | Резултати от парламентарните избори в България на 5 юли 2009 година | Резултати от парламентарните избори в България на 5 юли 2009 година | Резултати от парламентарните избори в България на 5 юли 2009 година | Резултати от парламентарните избори в България на 5 юли 2009 година | Резултати от парламентарните избори в България на 5 юли 2009 година | Резултати от парламентарните избори в България на 5 юли 2009 година | Резултати от парламентарните избори в България на 5 юли 2009 година |
| № | Кандидатска листа                                                   | Гласове (за пропорционални мандати)                                 | Гласове (за пропорционални мандати)                                 | Дял от гласовете (за пропорционални мандати)                        | Дял от гласовете (за пропорционални мандати)                        | Пропорционални мандати                                              | Мажоритарни мандати                                                 | Общо мандати                                                        | Общо мандати                                                        |
| № | Кандидатска листа                                                   | брой                                                                | +/−                                                                 | %                                                                   | +/−                                                                 | Пропорционални мандати                                              | Мажоритарни мандати                                                 | брой                                                                | +/−                                                                 |
| --- | ------------------------------------------------------------------- | ------------------------------------------------------------------- | ------------------------------------------------------------------- | ------------------------------------------------------------------- | ------------------------------------------------------------------- | ------------------------------------------------------------------- | ------------------------------------------------------------------- | ------------------------------------------------------------------- | ------------------------------------------------------------------- |
| 1 | Ред, законност и справедливост                                      | 174 582                                                             | —                                                                   | 4,13                                                                | —                                                                   | 10                                                                  | 0                                                                   | 10                                                                  | —                                                                   |
| 2 | ЛИДЕР                                                               | 137 795                                                             | —                                                                   | 3,26                                                                | —                                                                   | 0                                                                   | 0                                                                   | 0                                                                   | —                                                                   |
| 3 | ГЕРБ                                                                | 1 678 641                                                           | —                                                                   | 39,72                                                               | —                                                                   | 91                                                                  | 26                                                                  | 117                                                                 | —                                                                   |
| 4 | Движение за права и свободи                                         | 610 521                                                             | +143 121                                                            | 14,45                                                               | +1,64                                                               | 32                                                                  | 5                                                                   | 37                                                                  | +3                                                                  |
| 5 | Атака                                                               | 395 733                                                             | +98 885                                                             | 9,36                                                                | +1,22                                                               | 21                                                                  | 0                                                                   | 21                                                                  | 0                                                                   |
| 6 | Коалиция за България                                                | 748 147                                                             | −381049                                                             | 17,70                                                               | −13,25                                                              | 40                                                                  | 0                                                                   | 40                                                                  | −42                                                                 |
| 7 | Съюз на патриотичните сили „Защита“                                 | 6 368                                                               | —                                                                   | 0,15                                                                | —                                                                   | 0                                                                   | 0                                                                   | 0                                                                   | —                                                                   |
| 8 | НДСВ                                                                | 127 470                                                             | −597 844                                                            | 3,02                                                                | −16,86                                                              | 0                                                                   | 0                                                                   | 0                                                                   | −53                                                                 |
| 9 | Коалиция БЗНС                                                       | —                                                                   | —                                                                   | —                                                                   | —                                                                   | —                                                                   | —                                                                   | —                                                                   | —                                                                   |
| 10 | Българска лява коалиция                                             | 8 762                                                               | —                                                                   | 0,21                                                                | —                                                                   | 0                                                                   | 0                                                                   | 0                                                                   | —                                                                   |
| 11 | Партия на либералната алтернатива и мира                            | 2 828                                                               | —                                                                   | 0,07                                                                | —                                                                   | 0                                                                   | —                                                                   | 0                                                                   | —                                                                   |
| 12 | Зелените                                                            | 21 841                                                              | —                                                                   | 0,52                                                                | —                                                                   | 0                                                                   | 0                                                                   | 0                                                                   | —                                                                   |
| 13 | Политическо движение „Социалдемократи“                              | 5 004                                                               | —                                                                   | 0,12                                                                | —                                                                   | 0                                                                   | —                                                                   | 0                                                                   | —                                                                   |
| 14 | ВМРО – БНД                                                          | —                                                                   | —                                                                   | —                                                                   | —                                                                   | —                                                                   | —                                                                   | —                                                                   | —                                                                   |
| 15 | Другата България                                                    | 3 455                                                               | —                                                                   | 0,08                                                                | —                                                                   | 0                                                                   | —                                                                   | 0                                                                   | —                                                                   |
| 16 | Обединение на българските патриоти                                  | 2 175                                                               | —                                                                   | 0,05                                                                | —                                                                   | 0                                                                   | 0                                                                   | 0                                                                   | —                                                                   |
| 17 | Национално движение за спасение на Отечеството                      | 1 874                                                               | —                                                                   | 0,04                                                                | —                                                                   | 0                                                                   | 0                                                                   | 0                                                                   | —                                                                   |
| 18 | Български национален съюз – НД                                      | 3 813                                                               | —                                                                   | 0,09                                                                | —                                                                   | 0                                                                   | 0                                                                   | 0                                                                   | —                                                                   |
| 19 | Синята коалиция                                                     | 285 662                                                             | —                                                                   | 6,76                                                                | —                                                                   | 15                                                                  | 0                                                                   | 15                                                                  | —                                                                   |
| 20 | За Родината ДГИ – НЛ                                                | 11 524                                                              | —                                                                   | 0,27                                                                | —                                                                   | 0                                                                   | —                                                                   | 0                                                                   | —                                                                   |
| 21 | Валентин Милтенов                                                   | —                                                                   | —                                                                   | —                                                                   | —                                                                   | —                                                                   | 0                                                                   | 0                                                                   | —                                                                   |
| ОБЩО: | ОБЩО:                                                               | 4 226 195                                                           | —                                                                   | 100,00                                                              | —                                                                   | 209                                                                 | 31                                                                  | 240                                                                 | —                                                                   |
| \| \| \| \| \| получава мандати \| \| 0 \| не получава мандати \| \| — \| не участва \| \| +/− \| разлика спрямо предходните парламентарни избори \| |                                                                     |                                                                     |                                                                     |                                                                     |                                                                     |                                                                     |                                                                     |                                                                     |                                                                     |
| |                                                                     |                                                                     |                                                                     |                                                                     |                                                                     |                                                                     |                                                                     |                                                                     |                                                                     |
| | получава мандати                                                    |                                                                     |                                                                     |                                                                     |                                                                     |                                                                     |                                                                     |                                                                     |                                                                     |
| 0 | не получава мандати                                                 |                                                                     |                                                                     |                                                                     |                                                                     |                                                                     |                                                                     |                                                                     |                                                                     |
| — | не участва                                                          |                                                                     |                                                                     |                                                                     |                                                                     |                                                                     |                                                                     |                                                                     |                                                                     |
| +/− | разлика спрямо предходните парламентарни избори                     |                                                                     |                                                                     |                                                                     |                                                                     |                                                                     |                                                                     |                                                                     |                                                                     |